# Beskidek (860 m)
Beskidek (860 m n.p.m.), także Beskid – szczyt w Beskidzie Śląskim, znajdujący się na grzbiecie między przełęczą Karkoszczonką a Hyrcą (Beskidem Małym). Grzbiet ten zwany Beskidem Węgierskim stanowi łącznik między Pasmem Klimczoka i Szyndzielni a pozostałymi pasmami Beskidu Śląskiego. Południowo-wschodni stok Beskidka opada do doliny rzeki Żylica, ze stoku północno-zachodniego spływają dwa cieki Niedźwiedziego Potoku (dopływ Brennicy). Przez szczyt Beskidka i grzbietem Beskidu Węgierskiego biegnie granica między Szczyrkiem i Brenną.
Stoki Beskidka należące do Brennej są całkowicie porośnięte lasem, natomiast dolna część stoków szczyrkowskich opadające ku dolinie Żylicy jest bezleśna z osiedlem Migdały. Na polanie opadającej spod szczytu na północ znajduje się niewielkie osiedle Beskid. Na górnym skraju polany, pod samym grzbietem, widoczne są jeszcze fundamenty domu, w którym 23 stycznia 1945 r. hitlerowcy spalili żywcem Marię Paluch wraz z dwojgiem dzieci Antoniego Palucha, członka partyzanckiego oddziału w Brennej. Ich śmierć upamiętnia skromna tablica umieszczona opodal.
Północno-wschodnie zbocze jest wykorzystane przez Ośrodek Narciarski Beskid Sport Arena, oferujący jeden wyciąg krzesełkowy i dwie trasy zjazdowe. Krótszy wyciąg narciarski udostępnia od wschodu wspomniane wcześniej ramię. Tu też znajduje się znany stok slalomowy „Beskidek” oraz zespół dwóch treningowych skoczni narciarskich, pokrytych igelitem, co umożliwia skoki również w sezonie letnim. Skocznię wybudowano w latach 1946–1947, a latem 1948 r. po raz pierwszy w Polsce wykonano na niej skoki narciarskie na słomie. Igelitem pokryto ją w 1963 r.
Z rzadkich w Polsce roślin na stokach Beskidka występuje wierzbownica zwieszona.

## Szlak turystyczny
Przez szczyt Beskidka biegnie czerwony szlak turystyczny z Przełęczy Salmopolskiej w masyw Klimczoka.
 Przełęcz Salmopolska – Grabowa – Kotarz – Hyrca – Beskidek – Karkoszczonka – Klimczok. Odległość 8,8 km, suma podejść 530 m, suma zejść 420 m, czas przejścia 3:10 godz., z powrotem 2:40 godz.

## Przypisy

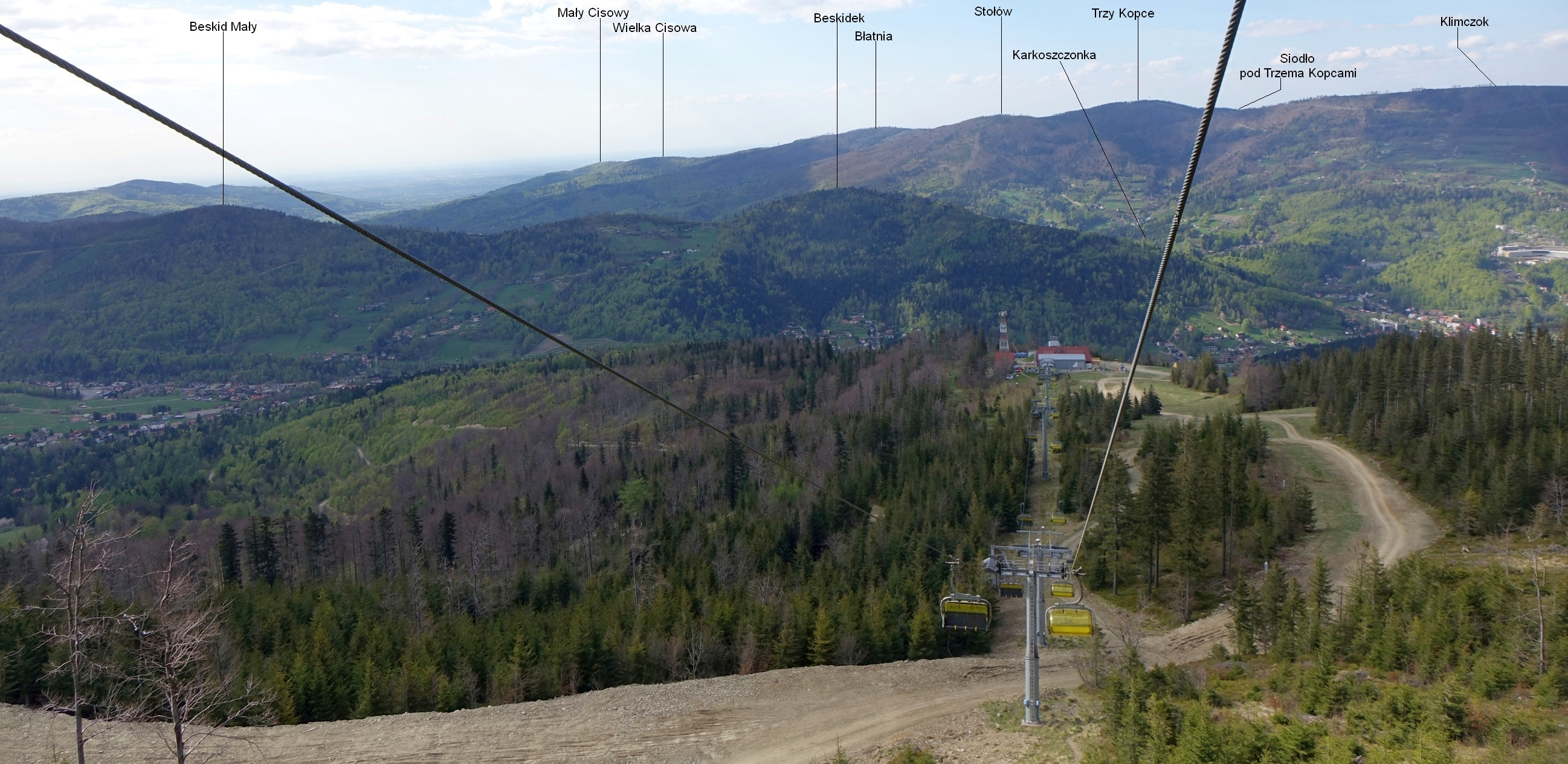
Widok na Beskidek ze stoków Skrzycznego
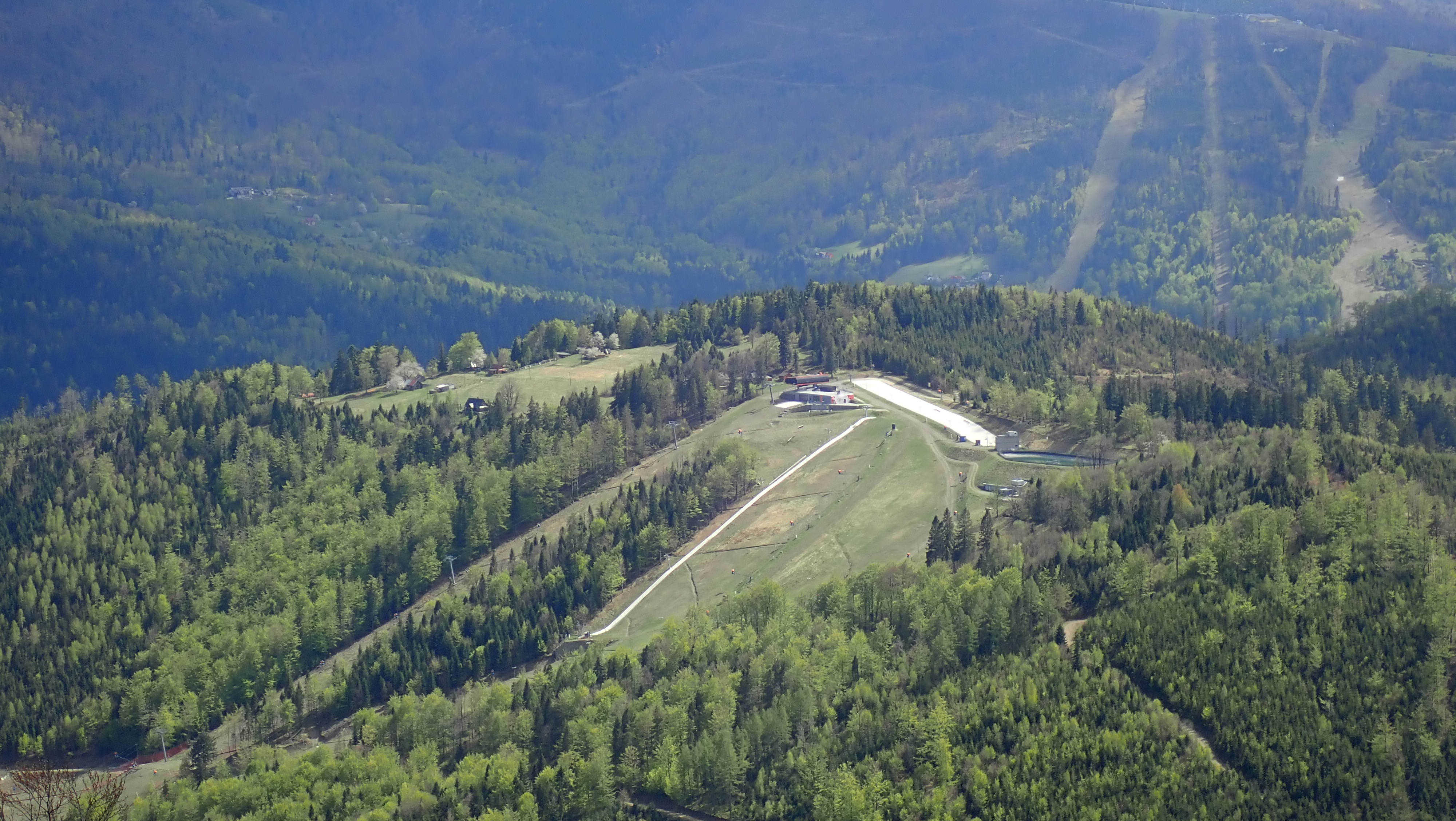
Widok na Beskidek ze stoków Klimczoka